# الألعاب الأولمبية الصيفية طوكيو 2020 - لعبة الفيديو الرسمية
الألعاب الأولمبية طوكيو 2020 - لعبة الفيديو الرسمية هي لعبة فيديو أولمبية تم تطويرها ونشرها بواسطة سيجا، وتم إصدارها في البداية في اليابان لجهاز Nintendo Switch وبلاي ستيشن 4 في 24 يوليو 2019. ولكن بسبب جائحة كوفيد-19 التي أدت إلى تأجيل دورة الألعاب الأولمبية الصيفية 2020 في طوكيو، لم يتم إصدار اللعبة خارج اليابان حتى يونيو 2021، تم إصدارها أيضًا لنظام التشغيل مايكروسوفت ويندوز وStadia وXbox One. وتحتوي اللعبة على 80 فريقًا وطنيًا و18 حدثًا.

## الألعاب
| - ألعاب القوى - مسار - 100 متر - 110 متر حواجز - 4 × 100 متر تتابع § - مجال - قفزة طويلة - رمي المطرقة - الألعاب المائية - 100 متر سباحة حرة - 200 متر سباحة متنوع | - آخر - البيسبول - كرة سلة - الكرة الطائرة الشاطئية - ملاكمة - ركوب الدراجات ، وسباق البي إم إكس - كرة القدم - الجودو § - سباعيات الرجبي § - رياضة التسلق § - كرة الطاولة (فردي وزوجي) - التنس (فردي وزوجي) |

## استقبال
| استقبال |                                                |
| --- | ---------------------------------------------- |
| مجموع النقاط المجموع نقاط ميتاكريتيك PC: 56/100 [ 2 ] PS4: 71/100 [ 3 ] XONE: 66/100 [ 4 ] NS: 70/100 [ 5 ] درجة المراجعة نشرة نقاط دستركتويد 5/10 [ 6 ] |                                                |
| مجموع النقاط |                                                |
| المجموع | نقاط                                           |
| ميتاكريتيك | PC: 56/100 PS4: 71/100 XONE: 66/100 NS: 70/100 |
| درجة المراجعة |                                                |
| نشرة | نقاط                                           |
| دستركتويد | 5/10                                           |

حصلت نسخة Nintendo Switch على تقييم 80% من قبل موقع Digitally Downloaded. وأشار الموقع إلى أن طوكيو 2020 تتميز بمجموعة متنوعة من الرياضات الممثلة والتي تلعب بأساليب مختلفة. وقد أشادوا بجودة العرض والتخصيص في اللعبة، مع الاعتراف بأنها تعتبر لعبة لاعب واحد وتكون محدودة إلى حد ما في هذا الجانب. 